# 克利福德·克劳利
克利福德·克劳利（英語：Clifford Crowley，1906年6月13日—1948年4月27日），加拿大男子冰球运动员，场上位置是前锋。他曾代表加拿大参加1932年冬季奥林匹克运动会冰球比赛，获得一枚金牌。